# 431 î.Hr.

## Evenimente
- 431 î.Hr. - 404 î.Hr. Războiul peloponesiac. Război purtat între Atena și Sparta, orașe-stat din Grecia Antică, soldat cu înfrângerea atenienilor.

## Nașteri
- dată necunoscută: Dionysios I din Siracuza  (d. 367 î.Hr.)

## Decese
- Zenon din Eleea, 59 ani, filosof grec presocratic și membru al școlii filozofice a eleaților, întemeiată de Parmenide (n. 490 î.Hr.).

## Legături externe
Materiale media legate de 431 î.Hr. la Wikimedia Commons